# Úlfljótr
Úlfljótr (también Úlfljótr de Lon) fue un vikingo y lögsögumaður de Islandia en el siglo X, considerado por algunas fuentes históricamente como el primer lagman de la Mancomunidad Islandesa. Úlfljótr no era un cacique ni un hombre de autoridad, pero fue reconocido como un anciano sabio y un legislador entendido. Fue enviado a Noruega por los goðar islandeses para adquirir cultura y estudiar leyes con el fin de regresar a la isla con suficiente conocimiento para establecer un marco legal y de ese modo sostener un gobierno estable. Úlfljótr permaneció tres años en Noruega, entre 927 – 930, mientras tanto su hermanastro Grimur Geitskor, se dedicó a buscar un emplazamiento adecuado para el Althing (asamblea de hombres libres). A Úlfljótr se le reconoce como el primer jurista que aportó las bases legales de la isla con la llamada «Ley de Úlfljót» (Ulfljótslög), la primera de la isla sancionada por el Alþingi. No existe ninguna copia escrita, lo poco que se conoce procede de reconstrucciones de anticuarios basándose en las investigaciones de los historiadores sobre una presunta ley islandesa precristiana, a su juicio, de finales del siglo XII o principios del siglo XIII.